# Cílon de Crotona
Cílon de Crotona foi um importante oligarca grego antigo, do século V a.C, cidadão da cidade de Crotona (actual Calábria), que se tornou inimigo do filósofo Pitágoras, tendo também, de acordo com Jâmblico, assumido o posto de exarca (em grego ἔξαρχος) dos Sibaritas, ou seja, foi governador de Síbaris.
Cílon de Crotona era, por nascença, fama e riqueza, um dos cidadãos principais da pólis de Crotona . Porém, era também conhecido por ser ambicioso, por ter mau génio e por ser violento.

## Preliminares: os pitagóricos no Sul de Itália
À época, a comunidade pitagórica, distribuira-se pelas várias colónias gregas estabelecidas ao longo da orla costeira do Sul italiano, onde se destacou no palco politico e económico, devido à sua grande interventividade, troca de influências e compadrios, o que não raro suscitava represálias, politicamente motivadas, dentro das pólis.
A casa de Mílon de Crotona era um núcleo pitagórico importante, na época, onde se reuniam os sectários do pitagorismo do sul italiano, para discutir as acções políticas a tomar, concertadamente, nas suas respectivas pólis. 

## Tentativa de ingresso na escola pitagórica
Cílon vendo na escola pitagórica a voadeira indispensável, para conseguir consolidar e afirmar a sua posição política na pólis de Crotona, apresentou-se à casa de Mílon, a fim de ingressar no pitagorismo e, assim, poder gozar das ligações políticas privilegiadas dos pitagóricos. Porém, teve um dissabor.
Pitágoras, o maioral da escola pitagórica, terá conduzido um exame fisiognomónico a Cílon, a fim de aferir se era digno de ser instruído nos ensinamentos da sua escola de pensamento. Ao concluir a análise, declarou que Cílon teria um carácter violento e inapto a seguir os ensinamentos da doutrina pitagórica, pelo que se negou a aceitá-lo como seu discípulo e vedou-lhe o acesso à casa de Mílon.

## Movimento anti-pitagórico
De acordo com Neantes, Cílon, ofendido pela rejeição por parte de Pitágoras, jurou vingança.
Assim, Cílon juntou-se aos rivais políticos dos pitagóricos, dos quais se destaca Nínon de Crotona, e declarou guerra a Pitágoras e aos seus discípulos, formando um movimento que ficou conhecido como a «revolta anti-pitagórica». No âmbito deste movimento, inúmeros pitagóricos foram perseguidos e assassinatos, muitos deles por lapidação
Segundo relatos dos filósofos Aristóxenes e Jâmblico, os rivais políticos dos pitagóricos, caudilhados por Cílon, terão atearam fogo aos núcleos pitagóricos de Crotona e do Metaponto. Nestes ataques incendiários, que se estima que terão ocorrido por torno do século V a.C, plausivelmente entre 440 e 415 a.C, pereceu grande parte dos pitagóricos do sul italiano, sendo que Lísis de Tarento e Arquipos de Tarento, terão sido dos poucos que conseguiram escapar com vida. 
Segundo alguns autores, como Neantes, o incêndio da casa de Mílon teria sido concretizado aproveitando-se a ausência de Pitágoras, que se encontraria em Delos, a velar por Ferécides no leito de morte. Contudo, de acordo com Dicearco de Messina, Pitágoras estava presente no momento do desastre e terá decidido refugiar-se no porto de Caulónia, para depois zarpar para Locros.
Na subsequência desta chacina, os pitagóricos, enquanto força política, ficaram seriamente debilitados, tendo optado por deixar de intervir na vida política, desalentados e decepcionados com a inércia da população geral em agir sobre os autores do crime, que acabou por ficar impune.
Com efeito, atendendo ao relato de Jâmblico, o ataque teve consequências tão drásticas, que resultou na apropriação das terras, cargos políticos e magistraturas, outrora detidas pelos pitagóricos defuntos, por parte dos seus rivais políticos, bem como na declaração de um perdão geral de todas as dívidas das quais os pitagóricos fossem credores.
Marcos Chicot, na sua obra, «O assassinato de Pitágoras», explora esta episódio do incêndio da casa de Mílon, do movimento da revolta anti-pitagórica e da perseguição conduzida por Cílon e os seus partidários contra Pitágoras e os seus discípulos.